# Abdelhamid Aït Boudlal
Abdelhamid Aït Boudlal (en arabe : عبد الحميد أيت بودلال), né le 16 avril 2006 à Marrakech (Maroc), est un footballeur marocain qui évolue au poste de défenseur central au Stade rennais FC.

## Biographie

### En club

#### Débuts et formation au Maroc
Abdelhamid Aït Boudlal est inscrit dès son plus jeune âge au KAC Marrakech, club principal de sa ville. Il y joue pendant trois saisons avant d'intégrer l'Académie Mohammed VI de football sous Nasser Larguet.
En février 2023, il prend part au tournoi Mohammed VI de la catégorie U19. Dans la phase de groupe, il est titularisé face à l'Olympique de Marseille et Rangers FC. Il parvient à éliminer le PSV Eindhoven en quarts de finale. L'académie Mohammed VI est éliminé en demi-finale du tournoi après une séance de penaltys face à l'AS Génération Foot, vainqueurs du tournoi en finale face au Fath US,. Il dispute avec l'académie le match de la troisième place face au RC Strasbourg (défaite, 0-1).
En février 2024, il atteint à nouveau les demi-finales du tournoi Mohammed VI contre le FC Copenhague (défaite, 0-2).

#### Départ pour le Stade rennais FC
Le 2 juillet 2024, après huit années passées à l'académie Mohammed VI, Abdelhamid Aït Boudlal rejoint le Stade rennais FC, son premier club professionnel, avec un contrat de quatre ans,,. Le 13 juillet 2025, il est repris par son entraîneur Julien Stéphan pour un stage de pré-saison à Dinard avec l'équipe première, faisant ses débuts officieux en disputant 45 minutes contre l'US Saint-Malo (match nul, 3-3),.
Le 15 août 2025, il dispute son premier match sous les couleurs Rouge et Noir lors de la 1re journée de championnat contre l'Olympique de Marseille (victoire, 1-0),,. Il est expulsé à la 31e minute après une semelle sur la cheville de Michael Murillo.

##### Prêt au Amiens SC
Le 3 février 2025, Abdelhamid Aït Boudlal est prêté sans option d'achat au Amiens SC pour la fin de saison 2024-2025,,.

### En sélection nationale
Abdelhamid Aït Boudlal est international marocain en équipes de jeunes, étant sélectionné pour la première fois par Saïd Chiba avec les moins de 17 ans pour le championnat arabe de football des moins de 17 ans qui a lieu en Algérie. Titulaire dans tous les matchs disputé, il atteint la finale de la compétition contre l'Algérie -17 ans, sorti après une défaite sur séance de penaltys après un match nul à Oran,. Quelques secondes après le sacre de l'Algérie, une altercation éclate entre les joueurs algériens et marocains, provoquant un buzz dans la presse internationale,. Quelques semaines plus tard, la Fédération royale marocaine de football (FRMF) dépose un recours à la Fédération internationale de football association (FIFA) contre l'agression des joueurs marocains.
En novembre 2022, il dispute le tournoi de l'UNAF et remporte la compétition après trois victoires : face à la Tunisie -17 ans (victoire, 2-0), la Libye -17 ans (victoire, 1-0) et l'Égypte -17 ans (victoire, 2-1), assurant ainsi une place à la CAN U17.
Il est rappelé en sélection des moins de 17 ans à l'occasion de la CAN des moins de 17 ans qui a lieu au printemps 2023 en Algérie,, dans un contexte de fortes tensions et incertitudes liées aux relations compliquées entre les deux voisins maghrébins,. Titulaire tout du long de la compétition, il permet aux siens de se qualifier pour la Coupe du monde junior grâce à ses remarquables prestations en tant que capitaine. Il s'impose ensuite face au Mali pour atteindre la finale du tournoi,. Titulaire également en finale de la compétition face au Sénégal, il marque le premier but du match sur une tête, avant que les Sénégalais reviennent au score à Alger (défaite, 2-1),.
Le 23 octobre 2023, il est sélectionné sur la liste définitive de Saïd Chiba pour la Coupe du monde U17 en Indonésie. Il est éliminé lors des quarts de finale de la compétition, battu par le Mali -17 ans sur le score de 0-1.

## Statistiques
| Saison                | Club                  | Championnat           | Championnat | Championnat | Championnat | Coupe(s) nationale(s) | Coupe(s) nationale(s) | Coupe(s) nationale(s) | Total | Total | Total |
| Saison                | Club                  | Division              | M.          | B.          | P.d.        | M.                    | B.                    | P.d.                  | M.    | B.    | P.d.  |
| 2024-2025             | Stade rennais FC      | Ligue 1               | 0           | 0           | 0           | 0                     | 0                     | 0                     | 0     | 0     | 0     |
| 2025-2026             | Stade rennais FC      | Ligue 1               | 1           | 0           | 0           | 0                     | 0                     | 0                     | 1     | 0     | 0     |
| Sous-total            | Sous-total            | Sous-total            | 1           | 0           | 0           | 0                     | 0                     | 0                     | 1     | 0     | 0     |
| 2024-2025             | Amiens SC (prêt)      | Ligue 2               | 9           | 0           | 1           | 0                     | 0                     | 0                     | 9     | 0     | 1     |
| Total sur la carrière | Total sur la carrière | Total sur la carrière | 10          | 0           | 0           | 0                     | 0                     | 0                     | 10    | 0     | 0     |

## Palmarès

### En sélection
- Maroc -17 ans
  - Championnat arabe des nations
    -  Finaliste en 2022[37]

  - Tournoi de l'UNAF (1)
    -  Champion en 2022

  - Coupe d'Afrique des nations
    -  Finaliste en 2023

- Maroc -20 ans
  - Championnat d'Afrique du Nord des nations
    -  Champion en 2024[38]

  - Coupe d'Afrique des nations
    -  Finaliste en 2025

### Distinctions personnelles
- 2023 : Dans l'équipe type de la Coupe d'Afrique U17[39]
- 2023 : Dans le top 60 des meilleurs talents selon The Guardian[40],[41]